# Sant Miquel de Pavia
L'Església de Sant Miquel de Pavia, en italià: Chiesa di san Michele e dei santi Arcangeli (de Padova). Actualment només en resta l'oratori (anomenat en italià: Oratorio di San Michele). L'església va ser construïda a finals del segle xiv prop del castell, residència de la família Da Carrara; l'edifici constituïa la cappella dedicata a Maria. Aquesta capella va ser erigida després d'un incendi, esdevingut durant el setge del veí Castelvecchio en el decurs de la reconquesta de Pavia als Visconti per part del darrer Senyor, Francesco Novello da Carrara. Hi va haver reformes en aquest edifici al llarg dels segles i actualment el que es veu és fruit d'una ampliació feta al segle xix.
A l'interior de l'oratori es conserven frescos fets el 1397 per Jacopo da Verona.
Aquest frescos se centren en la vida de Maria: representen l'Annunciazione (Anunciació), la Natività (Naixement)i la Adorazione dei magi (Adoració dels Reis Mags), la Ascensione(Ascensió), la Pentecoste(Pentecosta), la Dormitio Verginis(Dormició de la Verge) i San Michele (Sant Miquel). Alguns dels frescos van ser trets i posats al museu Musei civici agli Eremitani.